# Воронов, Владимир Павлович
Владимир Павлович Воронов (1872—1914) — капитан, герой Первой мировой войны.

## Биография
Родился 24 ноября 1872 году, происходил из крестьян Воронежской губернии.
Окончив Воронежское реальное училище, 14 августа 1890 года поступил на военную службу. Окончил Чугуевское пехотное юнкерское училище по 1-му разряду и 1 сентября 1892 года был выпущен подпоручиком в 101-й пехотный Пермский полк. Произведён в поручики 1 сентября 1896 года, в штабс-капитаны — 1 сентября 1900 года.
В 1904—1905 годах принимал участие в русско-японской войне, был ранен, за боевые отличия награждён орденом Святого Станислава 3-й степени с мечами и бантом. На 1 января 1909 года — капитан 99-го пехотного Ивангородского полка, на 1 января 1910 года — в том же чине в том же полку.
К началу Первой мировой войны Воронов в чине капитана (со старшинством с 1 сентября 1904 года) служил в 99-м пехотном Ивангородском полку. Сражался в Восточной Пруссии, погиб в бою 7 августа 1914 года. Высочайшим приказом от 13 октября 1914 года Воронов посмертно был награждён орденом св. Георгия 4-й степени
За то, что, командуя в бою под Гумбинненом своей ротой, стремительно атаковал и выбил противника из занимаемых им окопов, захватив при этом пулемёт. Хотя тут же был убит, но в сильной степени помог общему успеху.

## Награды
- Орден Святого Станислава 3-й ст. с мечами и бантом (1905)
- Орден Святой Анны 3-й ст. (1909)
- Орден Святого Георгия 4-й ст. (ВП 13.10.1914).